# Castello di Asolo
Il castello di Asolo è una fortezza situata nel centro dell'omonimo borgo, nella parte più elevata della zona abitata. Il castello, così come il borgo di origine medievale, si trova in cima a una collina che presenta una particolare forma allungata su cui domina il Monte Ricco: questa forma inconsueta ha probabilmente dato il nome al borgo, che deriva dal latino Acelum, ovvero “luogo aguzzo”. Questa zona, grazie alla vista che domina tutta l'area sottostante, è sempre stata considerata particolarmente importante a livello strategico.
Noto anche con il nome di Palazzo Pretorio, fino alla costruzione delle mura medievali che lo congiungevano alla Rocca, ebbe vita autonoma e, in parte, contrapposta rispetto a questa.
Il castello è stato dimora di personalità illustri come la regina di Cipro Caterina Cornaro e l'umanista Pietro Bembo.

## Storia

### Costruzione
La prima menzione del castrum di Asolo si trova in un atto dell'imperatore Ottone I del 969, ma la denominazione stessa del fortilizio indica che probabilmente esso risale all'epoca romana (poco distante passava tra l'altro la via Aurelia che collegava Patavium alla via Claudia Augusta Altinate). Certamente il castello, situato in una posizione strategica nell'alta pianura veneta, all'imbocco delle valli del Piave e del Brenta, ebbe vicende notevoli durante le dominazioni barbariche, con alterne distruzioni e ricostruzioni: già i Longobardi provvidero ad accerchiare il castello ed il paese con fossati, palizzate e muri a secco. A questo periodo risale la costruzione della rocca, per motivi principalmente militari, che solo in seguito verrà unita al castello attraverso una cinta muraria fortificata. Questa terra ci risulta abitata già dal medio paleolitico, come testimonianza nell'area sono stati trovati diversi resti di mammuth.

### La rocca
Questa struttura, la più antica del complesso, e situata sulla cima del Monte Ricco a sovrastare il borgo di Asolo, risale all'epoca pre romana. Leggenda vuole che il complesso difensivo a pianta poligonale di nove lati diseguali, avesse un'importantissima rilevanza strategica. La data di costruzione si aggira tra la fine del XII secolo e l’inizio del XIII secolo. Ma fu solo a seguito della sconfitta dei Da Carrara che la Repubblica di Venezia si rese conto dell’importanza strategica di Asolo per il controllo della terraferma, tanto da decidere di completare la cerchia muraria che rese la Rocca Braida e Asolo parte di un solo complesso difensivo.

### XIII secolo e la dominazione veneziana
Prima di proprietà del vescovo di Treviso, nel XIII secolo l'edificio fu dimora di Ezzelino III da Romano; alla caduta di costui passò ai Carraresi, signori di Padova, e dal 1261 alla città Comunale di Treviso. La dominazione veneziana, dal 1393 fino alla caduta della Serenissima del 1797, fu il periodo di massimo splendore del castello e del borgo stesso: i veneziani ne fecero infatti un importante baluardo, migliorando la struttura difensiva della rocca, potenziando le mura di cinta dell'intero complesso e ristrutturando il castello. All'interno di questo intervento, la parte centrale del castello venne fusa con la rocca.

#### Caterina Cornaro

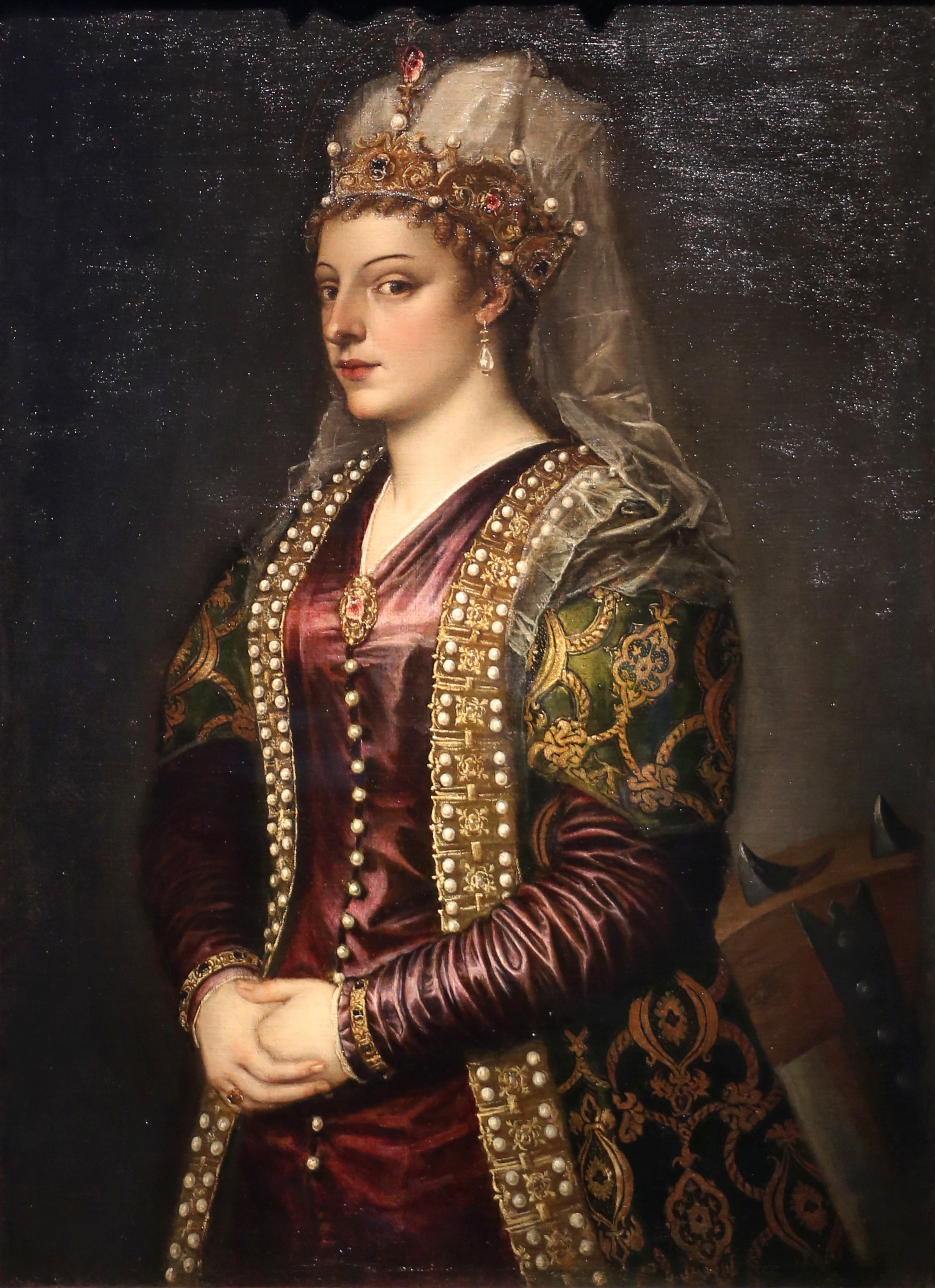
Ritratto di Caterina Cornaro di Tiziano, 1542. Oggi questo dipinto è conservato nella Galleria degli Uffizi, Firenze

Dal 1489, il fortilizio fu affidato a Caterina Cornaro, già regina di Cipro e di origini nobili veneziane, che rimasta vedova, aveva ereditato tutti i beni del marito, compresa la reggenza di Cipro, ma aveva scelto di cederla alla repubblica della Serenissima. Assieme alla signoria del borgo di Asolo, la regina ricevette dal doge Agostino Barbarigo diverse residenze (famoso è il complesso di Altivole, di cui oggi rimane solo una barchessa, meglio nota come Barco della Regina Cornaro) quale "indennizzo" per aver abdicato a favore della Repubblica di San Marco. Il castello divenne dunque sede ufficiale della corte di Caterina e accolse gli illustri ospiti della regina (tra gli altri l'umanista Pietro Bembo che qui ambientò Gli Asolani). In questi anni la regina affrontò diverse restaurazioni della sua dimora, dando al castello l'aspetto rinascimentale che vediamo tuttora. Per vent'anni il castello di Asolo fu una corte vivissima, in cui la regina si attorniava di intellettuali e artisti, tra cui Andrea Navagero, Luigi Da Porto, il pittore Giorgione da Castelfranco, Lorenzo Lotto, Girolamo da Treviso, Andrea Da Murano. La corte della regina fu frequentata dagli artisti e dagli intellettuali più importanti dell'umanesimo, creando un ambiente elegante e raffinato di sano confronto culturale. Durante la Guerra contro la Lega di Cambrai, la regina si rifugiò a Venezia, dove morirà un anno dopo.
Alla morte della Cornaro l'edificio perse prestigio e divenne sede pretoria veneziana. Furono diverse le restaurazioni (sono note quelle del 1695, 1796, 1820 e 1830) compiute sul castello, con l'obiettivo di renderlo utilizzabile per scopi minori e soprattutto funzionali.

### XVII, XVIII e XIX secolo: il declino del castello
Dopo essere stato dimora della regina Cornaro e prima del 1830, il castello vive una vera e propria parabola discendente, sia nell'estetica sia nelle sue nuove funzioni. L'ultimo episodio di assedio dell'area si registra nel 1510, e da questo punto in poi la stazione militare perde via via di importanza. La struttura, dopo la morte della sua regina, viene addirittura usata come lazzaretto durante la Peste e nel 1650 viene messa in disarmo; dopo questo periodo si assiste a una rinascita del borgo e dell'area circostante al castello. Tra gli interventi di questi anni troviamo la demolizione dei vezzi estetici, come la merlatura e diverse arcate dei muraglioni di cinta del castello, e le due torri vengono ridotte in altezza. Viene eliminata la chiesetta di San Biagio, che era interna alla corte e da cui proviene l’affresco Madonna con Bambino di Dario, oggi conservato nel Museo civico. Nel corso dei secoli il castello perdette di importanza fino a diventare deposito: la torre fu perfino utilizzata quale corpo per un mulino a vento. Durante la dominazione napoleonica, il castello di Asolo venne utilizzato come ostello per le truppe, mentre il piano terra della Torre campanaria divenne una vera e propria prigione militare; tuttora sulle pareti si possono vedere dei disegni a carboncino realizzati dai soldati detenuti.
Nel 1798 il vasto salone interno fu trasformato in teatro, mentre un'intera ala venne demolita nel 1820. In questo periodo, a causa del pessimo stato di conservazione dell'edificio e del suo stato di abbandono, il castello venne adibito all'uso carcerario. Solo dal 1932, dopo qualche lavoro di riqualificazione, l'edificio diventa teatro cittadino. L'elegante struttura architettonica del teatro, smontato nel 1930 per far spazio ad una nuova sala cinematografica, fu venduta al collezionista veneziano Adolph Loewi ed è oggi stata rimontata a Sarasota, Florida.

### Epoca recente
Attualmente all'interno del castello si trova un nuovo teatro intitolato a Eleonora Duse e un ristorante/bar. L'ampio spazio verde all'esterno del complesso è oggi adibito all'organizzazione di eventi.

## Descrizione

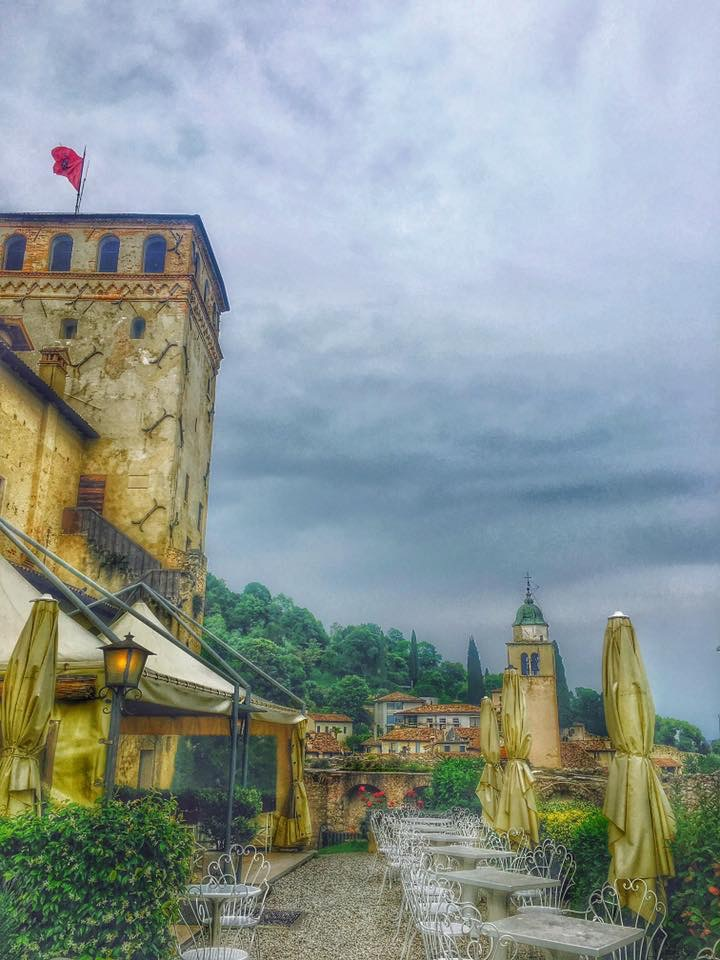
Il castello

La struttura del Castello è di epoca medievale. Le mura cittadine vere e proprie, più tarde, congiungevano il castello alla rocca.
Del complesso originario rimangono parte della cinta muraria, le mura esterne dell'attuale teatro, la Torre dell'Orologio e la Torre mozza detta Reata. Delle quattro torri originarie, solo tre sono giunte fino ai giorni nostri. La Torre dell'orologio (o torre civica) possiede una campana montata a slancio, fusa dalla Fonderia De Poli di Revine Lago (TV). Suona tutti i giorni alle ore 12. Dalla Torre dell'Orologio invece è possibile godere una vista panoramica che va dalla Pianura trevigiana all’Arco alpino. La sala delle udienze è sede del Museo Duse. Attualmente il castello è collegato alla rocca attraverso una passeggiata sulle mura accessibile da parte dei turisti.